# TSPAN4
TSPAN4‏ (Tetraspanin 4) هوَ بروتين يُشَفر بواسطة جين TSPAN4 في الإنسان.